# Duryard
Duryard ist ein Gebiet der Stadt Exeter in Devon, England.
Duryard war ehemals ein Jagdgebiet der angelsächsischen Könige. Der Name setzt sich aus den angelsächsischen Begriffen dear (Hirsch) und geard (Gehege) zusammen. Heute wird ein großer Teil des Gebiets vom Streatham-Campus der University of Exeter eingenommen, die über ein Wohnheim namens Duryard verfügt. Nördlich davon befindet sich eine ausgedehnte Parklandschaft.